# Айвен Тоуні
Айвен Тоуні (англ. Ivan Toney, нар. 16 березня 1996, Нортгемптон) — англійський футболіст ямайського походження, нападник клубу «Брентфорд».

## Ігрова кар'єра
Народився 16 березня 1996 року в місті Нортгемптон. Вихованець футбольної школи клубу «Нортгемптон Таун» зі свого рідного міста. 

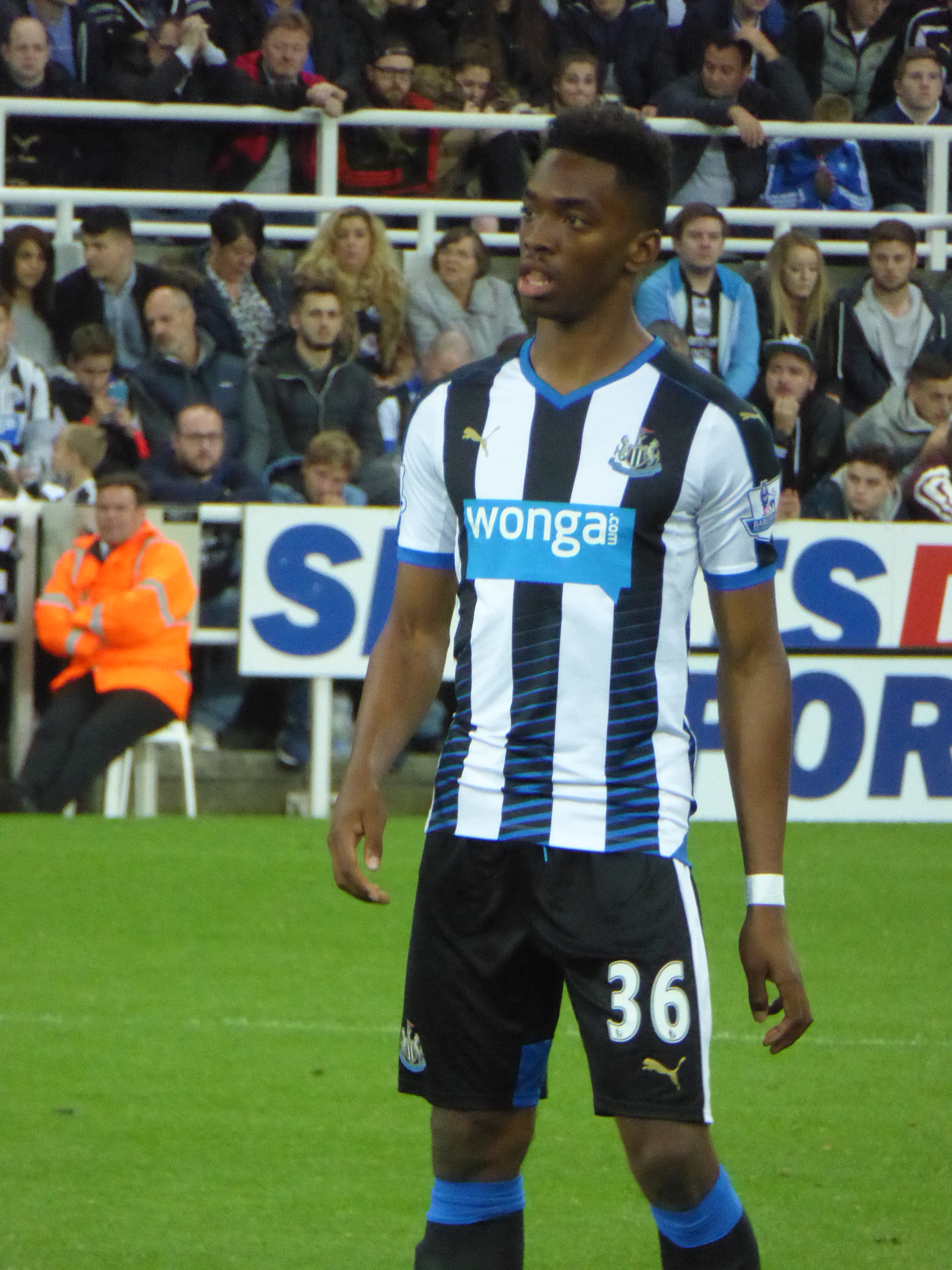
Айвен Тоуні під час виступів за «Ньюкасл Юнайтед». 2015 рік.

У першій команді дебютував 13 листопада 2012 року в кубковому матчі проти «Бредфорд Сіті», де замінивши Льюїса Вілсона в кінці матчу, а його команда програла з рахунком 2:4 у серії пенальті. Незважаючи на це, Тоуні у свої 16 років став наймолодшим гравцем «Нортгемптон Таун» за всю історію існування клубу. У Другій лізі Англії Тоуні дебютував 28 вересня 2013 в домашньому матчі проти «Моркема» і поступово став основним гравцем клубу, взявши участь загалом у 53 матчах чемпіонату у складі рідної команди, в яких забив 11 голів.
6 серпня 2015 року Айвен перейшов у «Ньюкасл Юнайтед». Дебютував за нову команду 25 серпня у другому раунді Кубка Футбольної ліги, замінивши Массадіо Айдара наприкінці матчу проти своєї колишньої команди «Нортгемптон Таун» (4:1). 26 вересня дебютував в Прем'єр-лізі в матчі проти «Челсі» (2:2), замінивши Александра Митровича на 85-й хвилині.Втім заграти у вищоліговій команді Тоуні не зумів, і здебільшого виступав направах оренди за клуби Першої ліги «Барнслі», «Шрусбері Таун», «Сканторп Юнайтед» та «Віган Атлетік», вигравши у складі першого Трофей Футбольної ліги у 2016 році.
9 серпня 2018 року Тоні підписав контракт з клубом Першої ліги «Пітерборо Юнайтед», у складі якого в сезоні 2018/19 зіграв у 55 іграх в усіх турнірах та забив 23 голи, ставши найкращим бомбардиром команди.Наступного сезону, забивши 24 голи у чемпіонаті, Тоуні став найкращим бомбардиром Першої ліги.
31 серпня 2020 року Тоні підписав п'ятирічний контракт з клубом Чемпіоншипу «Брентфордом». У сезоні 2020/21 він забив 33 голи у чемпіонаті, ставши найкращим бомбардиром турніру, при цьому два з цих голів були забиті у плей-оф за право виходу до Прем'єр-ліги, який «Брентфорд» виграв і зумів підвищитись у класі. Станом на 10 лютого 2021 року відіграв за клуб з Лондона 62 матчі в національному чемпіонаті.

## Статистика виступів

### Статистика клубних виступів
| Сезон                         | Команда                       | Чемпіонат                     | Чемпіонат | Чемпіонат | Національний кубок | Національний кубок | Національний кубок | Континентальні кубки | Континентальні кубки | Континентальні кубки | Інші змагання | Інші змагання | Інші змагання | Усього | Усього |
| Сезон                         | Команда                       | Ліга                          | Ігор      | Голів     | Ліга               | Ігор               | Голів              | Ліга                 | Ігор                 | Голів                | Ліга          | Ігор          | Голів         | Ігор   | Голів  |
| ----------------------------- | ----------------------------- | ----------------------------- | --------- | --------- | ------------------ | ------------------ | ------------------ | -------------------- | -------------------- | -------------------- | ------------- | ------------- | ------------- | ------ | ------ |
| 2012–13                       | «Нортгемптон Таун»            | 2Л (IV)                       | 0         | 0         | КА+КЛ              | 1+0                | 0                  | -                    | -                    | -                    | ТФЛ           | 0             | 0             | 1      | 0      |
| 2013–14                       | «Нортгемптон Таун»            | 2Л (IV)                       | 13        | 3         | КА+КЛ              | 0+1                | 0                  | -                    | -                    | -                    | ТФЛ           | 1             | 0             | 15     | 3      |
| 2014–15                       | «Нортгемптон Таун»            | 2Л (IV)                       | 40        | 8         | КА+КЛ              | 2+1                | 1+1                | -                    | -                    | -                    | ТФЛ           | 1             | 0             | 44     | 10     |
| Усього за «Нортгемптон Таун»  | Усього за «Нортгемптон Таун»  | Усього за «Нортгемптон Таун»  | 53        | 11        |                    | 5                  | 2                  |                      | -                    | -                    |               | 2             | 0             | 60     | 13     |
| 2015-січ. 2016                | «Ньюкасл Юнайтед»             | ПЛ                            | 2         | 0         | КА+КЛ              | 0+2                | 0                  | -                    | -                    | -                    | -             | -             | -             | 4      | 0      |
| січ.-черв. 2016               | «Барнслі»                     | 1Л (ІІІ)                      | 15+3      | 1+0       | КА+КЛ              | 0+0                | 0                  | -                    | -                    | -                    | ТФЛ           | 3             | 1             | 21     | 2      |
| 2016-січ. 2017                | «Шрусбері Таун»               | 1Л (ІІІ)                      | 19        | 6         | КА+КЛ              | 3+2                | 0                  | -                    | -                    | -                    | ТФЛ           | 2             | 1             | 26     | 7      |
| січ.-черв. 2017               | «Сканторп Юнайтед»            | 1Л (ІІІ)                      | 15+2      | 6+1       | КА+КЛ              | 0+0                | 0                  | -                    | -                    | -                    | ТФЛ           | 0             | 0             | 17     | 7      |
| 2017-січ. 2018                | «Віган Атлетік»               | 1Л (ІІІ)                      | 24        | 4         | КА+КЛ              | 4+0                | 2+0                | -                    | -                    | -                    | ТФЛ           | 0             | 0             | 28     | 6      |
| січ.-черв. 2018               | «Сканторп Юнайтед»            | 1Л (ІІІ)                      | 16        | 8         | КА+КЛ              | 0+0                | 0                  | -                    | -                    | -                    | ТФЛ           | 2             | 0             | 18     | 8      |
| 2018–19                       | «Пітерборо Юнайтед»           | 1Л (ІІІ)                      | 44        | 16        | КА+КЛ              | 4+1                | 4+0                | -                    | -                    | -                    | ТФЛ           | 6             | 3             | 55     | 23     |
| 2019–20                       | «Пітерборо Юнайтед»           | 1Л (ІІІ)                      | 32        | 24        | КА+КЛ              | 4+1                | 2+0                | -                    | -                    | -                    | ТФЛ           | 2             | 0             | 39     | 26     |
| Усього за «Пітерборо Юнайтед» | Усього за «Пітерборо Юнайтед» | Усього за «Пітерборо Юнайтед» | 76        | 40        |                    | 10                 | 6                  |                      | -                    | -                    |               | 8             | 3             | 94     | 49     |
| 2020–21                       | «Брентфорд»                   | ЧФЛ                           | 45        | 31        | КА+КЛ              | 0+4                | 0                  | -                    | -                    | -                    | -             | -             | -             | 49     | 31     |
| Усього за кар'єру             | Усього за кар'єру             | Усього за кар'єру             | 258       | 103       |                    | 30                 | 10                 |                      | -                    | -                    |               | 22            | 6             | 310    | 119    |

## Титули і досягнення
- Володар Трофею Футбольної ліги: 2015/16[12]
- Переможець англійської Першої ліги: 2017/18[14]

### Індивідуальні
- Гравець року «Брентфорда» за версією вболівальників: 2020/21[15]
- Найкращий бомбардир Чемпіоншипу: 2020/21 (33 голи)[16]
- У символічній збірній Чемпіоншипу: 2020/21[17]
- У збірній Чемпіоншипу за версією ПФА: 2020/21[15]
- У збірній Першої ліги за версією ПФА: 2019/20[18]
- Гравець року Першої ліги: 2019/20[19]